# Mariefred
Mariefred je grad u općini Strängnäs u švedskoj županiji Södermanland.

## Stanovništvo
Prema podacima o broju stanovnika iz 2005. godine u gradu živi 3.813 stanovnika.

## Vanjske poveznice
- Informacije o gradu  Arhivirana inačica izvorne stranice od 17. kolovoza 2010. (Wayback Machine)

### Ostali projekti
|  | Zajednički poslužitelj ima još gradiva o temi Mariefred |